# 杨戌标
杨戌标（1956年9月—），浙江杭州人，中华人民共和国政治人物。1976年4月参加工作，1982年毕业于浙江大学土木系土建结构专业，1984年8月加入中共，在职研究生学历。
曾任杭州市城市基础设施开发总公司总经理、党委书记，杭州市城乡建设委员会副主任、主任、党委书记，市长助理，杭州市钱江新城建设指挥部总指挥，中共杭州市委常委、常务副市长，中共杭州市委副书记、市委政法委书记。2016年8月27日任宁波市政协主席。2018年1月，当选第十三届全国政协委员。